# 5113 Kohno
5113 Kohno este o planetă minoră (asteroid), cu un diametru de 7,364 km, din centura de asteroizi. A fost descoperită pe 19 ianuarie 1988 la Geisei observatory⁠(d) de Tsutomu Seki. 
Obiectul prezintă o orbită caracterizată de o semiaxă mare de 2,666961 UAi, o excentricitate de 0,22, o înclinație de 31,58648 ° în raport cu ecliptica.